# Oenopota laticostulata
Oenopota laticostulata é uma espécie de gastrópode do gênero Oenopota, pertencente a família Mangeliidae.